# Schlosskirche St. Georg (Burgrain)

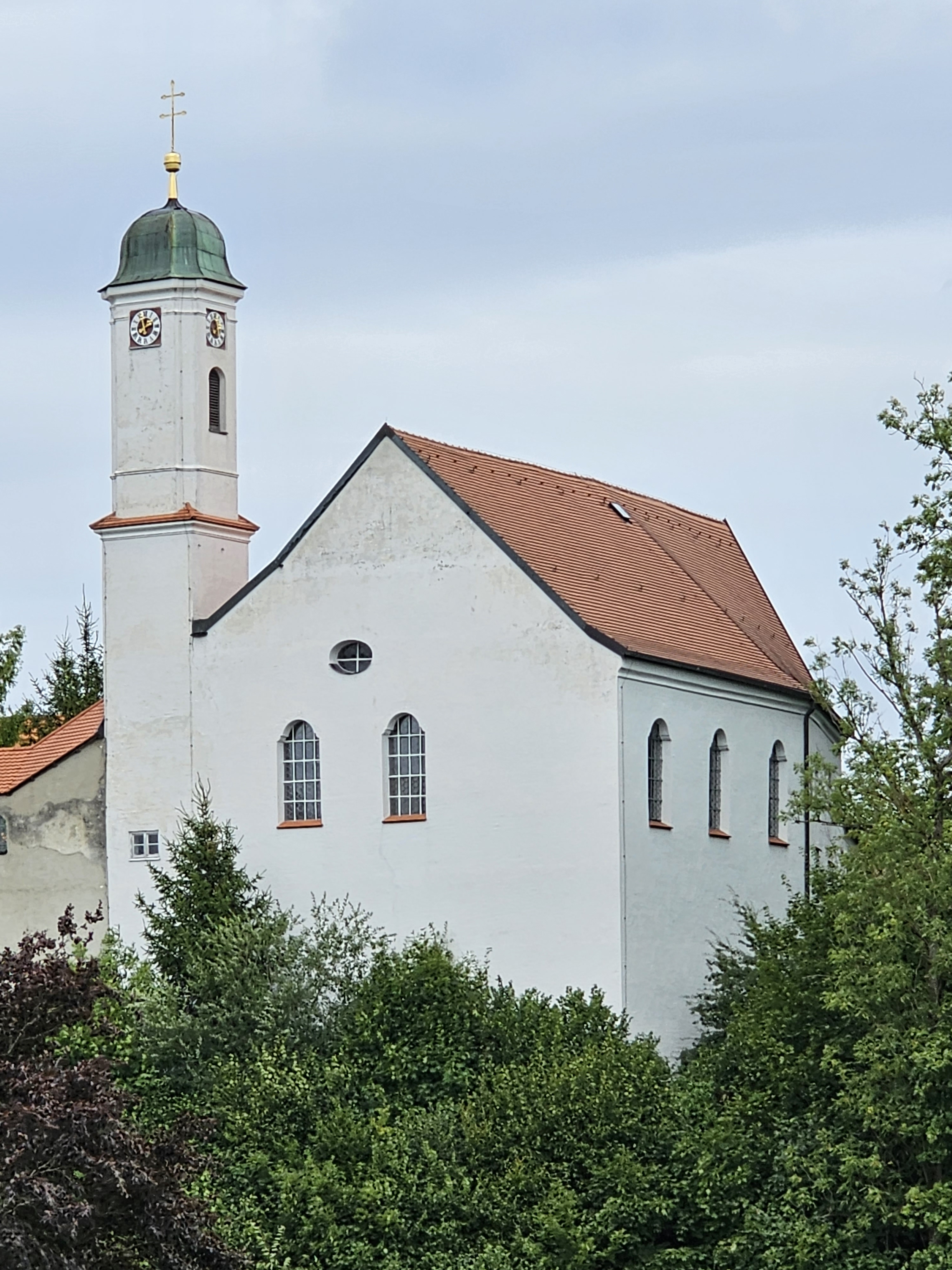
Burgrain, Schlosskirche St. Georg

Die Schlosskirche St. Georg im Schloss Burgrain ist eine römisch-katholische Filialkirche in Burgrain, einem Ortsteil von Isen im oberbayerischen Landkreis Erding. Die Kirche gehört dem Pfarrverband Isen im Dekanat Erding des Erzbistums München und Freising an.

## Geschichte
Von 784 bis 811 wurde unter Bischof Atto von Freising eine erste Befestigung in Burgrain errichtet. 1227 wurde die Burg fürstlich-freisinger Burggrafensitz der Herrschaft Burgrain. Die Reichsunmittelbarkeit Burgrains ist indirekt einem Vertrag Bischof Emichos von Freising mit dem niederbayerischen Herzog vom 8. Oktober 1284 zu entnehmen.
 

Die spätgotische Vorgängerkapelle, deren Erbauungsjahr nirgends genannt ist, wird nur beiläufig erwähnt, so z. B. (gemäß Salbuch von 1518 R. A.), als aus dem Spital von Wasserburg dem „Heyl. Ritter sannd Jörgen in dy Capellenn des Schloß Purkrain jarlich 10 Pfd. wax“ geliefert wurden. Die Schlosskapelle wird dann besonders in der Pfarrbeschreibung von 1585 erwähnt: 
„die capellen im Schloß Burckhrain 2 altar, auf dem ersten ist patronus S. Georgius, auf dem zweiten S. Sebastianus. Hatte 2 ibergolt khelch sambtt denen Corporalen, und hatt 2 griensamte, auch ein wais schamalotes, ein schwarz arlasses Meßgebant, 2 khormandel, 2 Meßpiecher, ein messige Monstranzen, und einkhumens 12 fl.“ 
 Schon 1662 scheint die spätgotische Kapelle baufällig gewesen zu sein. Von ihr steht nur mehr der hohe quadratische Unterbau mit vier von einem viereckigen Mittelpfeiler getragenen Gewölbejochen, der als Keller genutzt wurde.

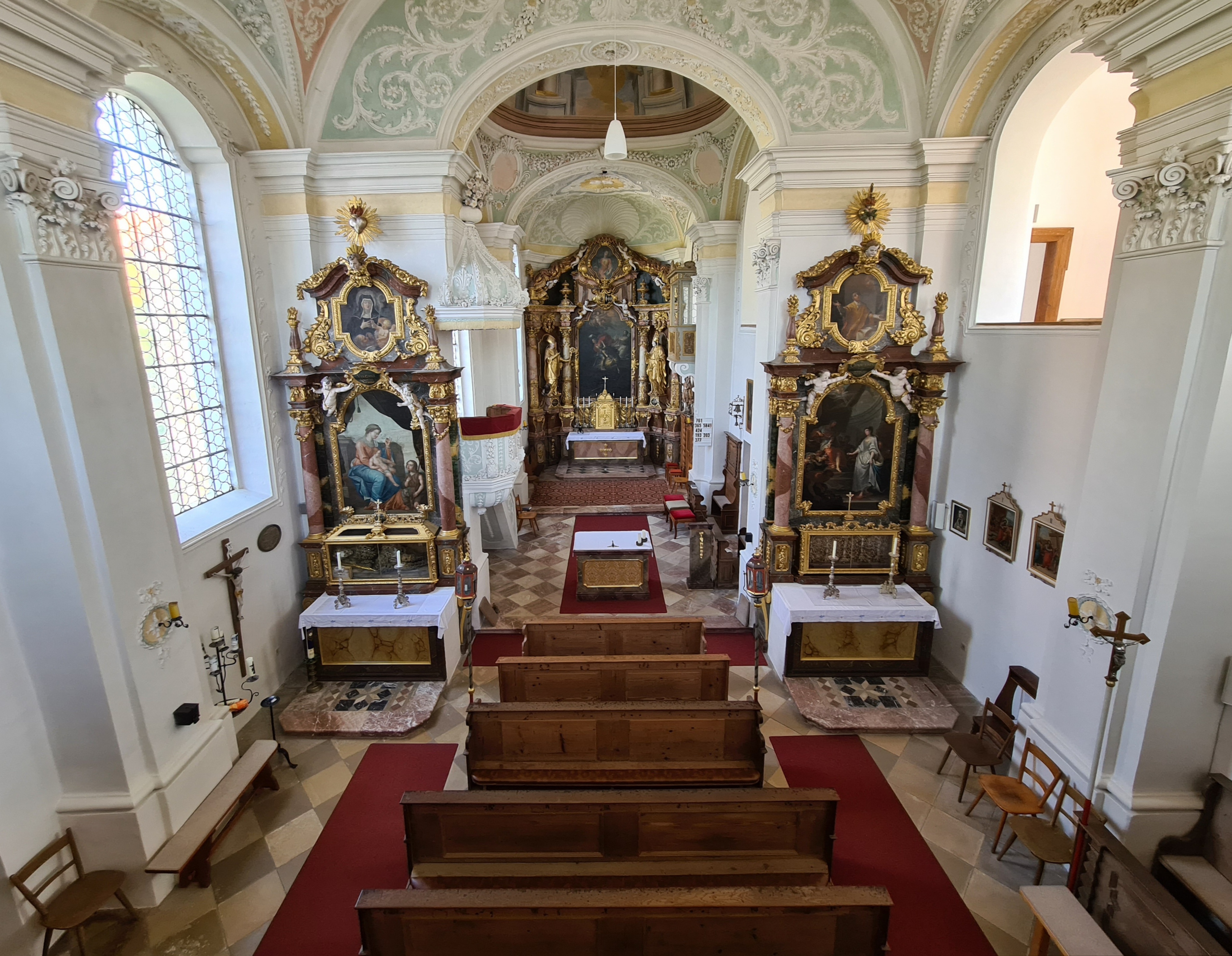
Innenraum der Kirche

Der Neubau der Schlosskirche St. Georg erfolgte von 1712 bis 1719 durch den Baumeister Dominik Gläsl im Auftrag von Fürstbischof Johann Franz Eckher von Kapfing und Lichteneck. Am 4. Oktober 1719 erfolgte die Weihe durch den Fürstbischof. Die heutige Rokoko-Innenausstattung mit dem Hochaltar wurde um 1723 fertiggestellt.
Nach der Säkularisation in Bayern kam das Schloss 1804 unter „Ausschluß der Schloßkapelle als einer zur Pfarrei Mittbach gehörigen Filiale nebst ihrem Kirchenfond, Paramenten und Glocken“ in Privatbesitz. 
Die Filialkirche wird von der Pfarrei St. Margareth in Pemmering genutzt.

## Baubeschreibung

### Denkmalschutz
Die Schlosskirche steht unter Denkmalschutz (Akten-Nr. D-1-77-123-31). Um ihren Erhalt kümmert sich die Kirchenstiftung Burgrain. Die Beschreibung in der Denkmalliste von Isen lautet:
Kath. Filialkirche und Schloßkapelle St. Georg, schmaler Saalbau mit Dachreiter und quadratischem Chor im Südwesteck des Burghofs, auf spätgotischem Unterbau durch Dominik Glasl neu errichtet 1719; mit Ausstattung.

### Lage

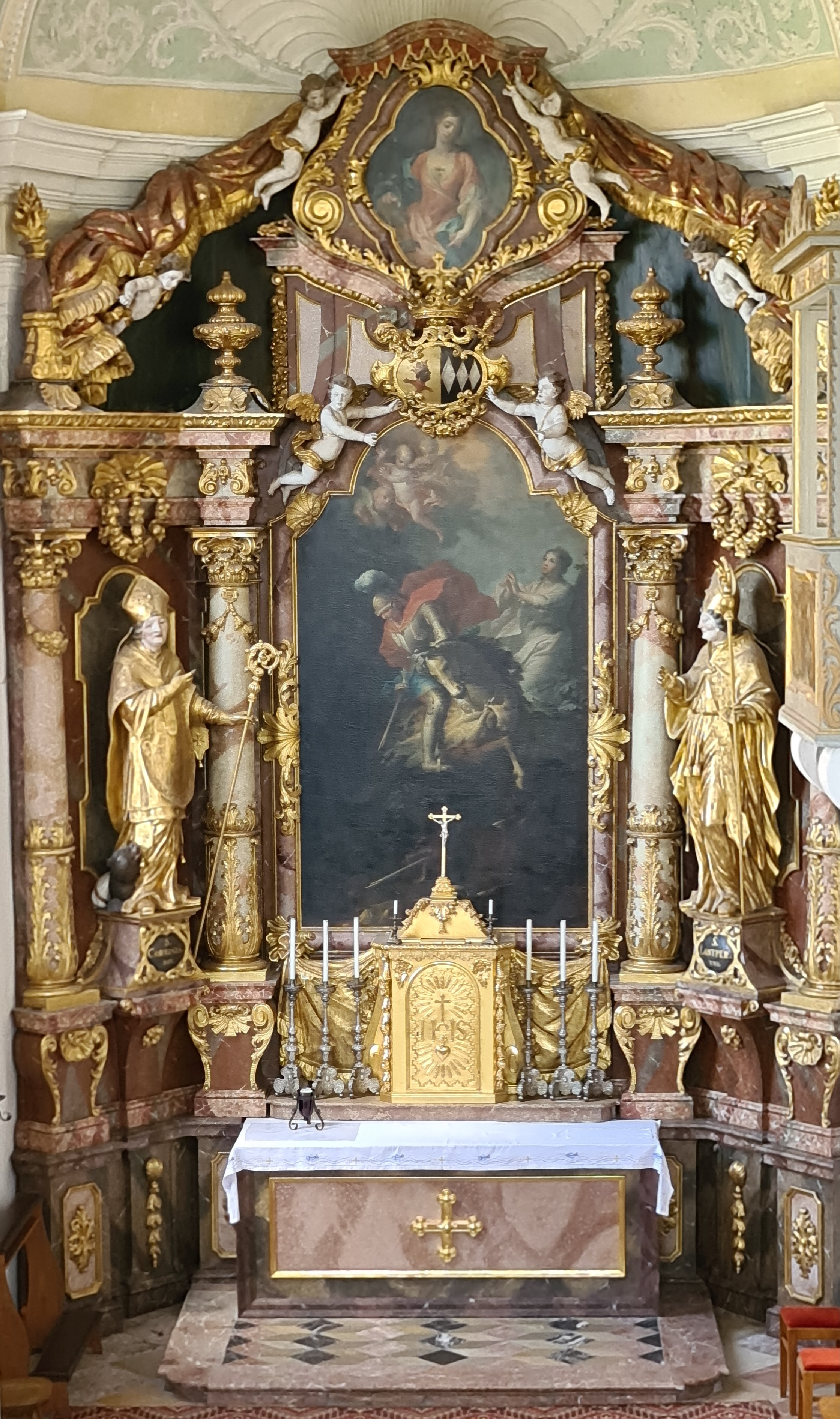
Hochaltar

Die barocke Schlosskirche St. Georg befindet sich am Südwesteck des Schlosses Burgrain und hat eine Innenlänge von 19 Metern. Das Bodenniveau der Kirche befindet sich wegen der darunter liegenden frühgotischen Unterkirche auf der Höhe des ersten Obergeschosses. Vom Innenhof führt eine Treppe zum Kircheneingang hinauf. Außen sitzt am Nordwesteck der Kirche ein Rokoko-Dachreiter. Ursprünglich war die Kirche nur über den Schlosshof erreichbar, im Jahr 1971 wurde ein weiterer Zugang nach außen angebaut. 

### Kircheninneres
Das Innere des dreijochigen Langhauses und des stark eingezogenen Chors (zweijochig, halbrunder Abschluss) sind reich mit zartem Rokoko-Stuck geschmückt. Stuckarbeiten erfolgten um 1719 durch Nikolaus Liechtenfurtner. Das Deckengemälde im Langhaus stellt Maria Immaculata dar.
Das bereits 1719 erstellte linke Seitenaltarbild stellt Maria Immaculata dar. Im rechten Seitenaltarbild (Johann Caspar Sing, 1723) ist zu betrachten, wie die heiliggesprochene Kaiserin Kunigunde bei einem Gottesurteil über glühende Pflugscharen schreitet. Dies soll sich auf Burgrain ereignet haben. Das Bild des die ganze Chorbreite einnehmenden Hochaltars stellt den Hl. Georg hoch zu Ross dar, ebenfalls von Johann Caspar Sing. Zum neuen Hochaltar, der 1723 fertiggestellt wurde, hatte die Schreinerarbeit der Kistler Nessaner geliefert; dem „Johann Caspar Sing, mallern zu München wurde 1721 umb das große Altarplath S. Georgi wie auch das Bildtnus S. Catharinae 260 fl. ausgezahlt“.

Kerssenbrock-Orgel in Burgrain

### Orgel
Die Orgel stammt vom Orgelbauer Hubertus von Kerssenbrock aus dem Jahr 1981. Sie verfügt über 11 Register auf 2 Manualen (Umfang: C-g3) und Orgel (Umfang: C-f1), Schleifladen sowie mechanische Spiel- und Registertraktur.